# Gastrosquise
Gastrosquise (do greco-latim squise, fenda) também conhecida como laparosquise ou abdominosquise é uma má-formação congênita caracterizada por defeito na formação da parede abdominal, permitindo que as vísceras abdominais, como estômago e intestinos, saiam por uma abertura. Quase sempre ocorre à direita da região umbilical.
Diferente da onfalocele, onde há envolvimento do cordão umbilical e os órgãos permanecem protegidos, recobertos por peritônio; na gastrosquise, as vísceras abdominais ficam soltas, não há membrana cobrindo os órgãos herniados, ficando portanto diretamente expostos ao líquido amniótico.
O nome "gastrosquise" é impróprio, já que a fenda compromete a parede abdominal, e não o estômago. Laparosquise seria um nome mais apropriado.

## Epidemiologia
O defeito na formação do embrião geralmente ocorre na quarta semana de gestação, quando ocorreria o fechamento incompleto das pregas laterais. Geralmente, se situa a direita do cordão umbilical e é mais comum em indivíduos do sexo masculino. Sua incidência era estimada em 1 a cada 10.000 nascimentos, porém houve um aumento significativo nos últimos anos, sem causa ainda determinada.
Sabe-se que o uso de aspirina na gravidez quadruplica os riscos de gastrosquise. Outros fatores associados ao baixo peso ao nascer como tabagismo, uso de drogas recreativas ou opioides, consumo regular de álcool, gestante jovens (adolescentes), baixo índice de massa corporal e infecção genitourinária também aumentam os riscos.

## Cirurgia após o nascimento (cirurgia neonatal)

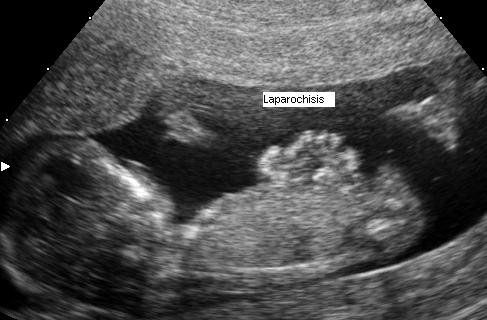
Vista sagital de gastrosquise em ultrassom intrauterino no segundo trimestre de gestação.

A cirurgia deve ser realizada logo após o nascimento e seu objetivo é recolocar os intestinos para dentro da cavidade abdominal e fechar a abertura da parede do abdome. Após a cirurgia o bebê pode precisar de auxílio respiratório (ventilação mecânica) e não pode receber alimentação por boca até que os intestinos voltem a funcionar normalmente.
Ainda existe muito debate sobre o melhor tipo de parto, ou seja, se a cesárea deveria ser indicada em todos os casos ou se o parto normal poderia ser uma opção. Devido à necessidade de correção imediata, a cesárea talvez seja a melhor opção em maternidades onde não existe cirurgia pediátrica e portanto, o bebê tem que ser removido para outro hospital.
Outra dúvida existe em relação a idade gestacional ideal para realizar o parto, alguns acreditam que antecipar o nascimento para 34 a 36 semanas de gestação, seria benéfico para o bebê, objetivando diminuir a inflamação consequente a exposição das alças ao líquido amniótico. Outros acreditam que aguardar até o fim da gravidez seria o melhor.
O tempo de permanência internado depois da cirurgia varia dependendo da complexidade do caso, entre 30 a 60 dias em média. Este tempo é necessário para que o bebê possa ir para casa alimentando-se exclusivamente por boca.

### Correção primária ou com SILO
Quando a correção é realizada primariamente, ou seja, só uma cirurgia é necessária (primary repair), para que todo o intestino seja recolocado para dentro do abdome de uma só vez. Costuma ser a primeira escolha de tratamento, quando isso é tecnicamente possível. Costuma ter os melhores resultados. Quando não se consegue reduzir primariamente os intestinos, se faz necessária a colocação de um "silo", correção em estágios (staged repair). O silo é uma bolsa plástica que fica protegendo os intestinos, que não couberam de volta, até que diariamente se coloca mais um pouco pra dentro, até que todas as alças fiquem na cavidade abdominal.

## Mortalidade
A mortalidade em centros de excelência varia entre 10 a 15% e depende muito da complexidade do caso. Depende também do tipo de correção que pode ser feita, quando é realizada em tempo único, ou ou quando se faz necessária a colocação de um "silo". No entanto, mesmo em hospital universitário a mortalidade pode chegar a 25%. No Brasil, 18% dos bebês morrem antes do nascimento, 45% durante a internação após o nascimento e 36% durante a infância.
A mortalidade é devida a vários fatores, por exemplo à exposição das alças intestinais ao liquido amniótico causando uma inflamação progressiva, que reduz a motilidade do intestino, mesmo depois que elas são recolocadas de volta à cavidade abdominal. Isto leva a uma necessidade prolongada de nutrição do bebê através de veia (nutrição parenteral. Isso aumenta o risco de infecção.
Após a cirurgia neonatal, as complicações mais frequentes são a síndrome compartimental (aumento da pressão dentro do abdome do bebê), enterocolite necrotizante (sofrimento das alças intestinais levando a morte de parte do intestino), septicemia (infecção generalizada), etc. Na infância, a síndrome do intestino curto pode causar dificuldade de crescimento, pois a criança acaba não ficando com uma quantidade de intestino saudável suficiente para se nutrir adequadamente.

## Desenvolvimento neurológico
Até bem pouco tempo, se considerava a gastroquise uma doença cuja evolução era bastante favorável, passado o período neonatal. No entanto, a evolução neurológica dos bebês sobreviventes de gastrosquise tem se demonstrado inferior a dos bebês nascidos sem malformações. Três estudos recentes mostraram alterações de desenvolvimento cognitivo, problemas de aprendizagem, no final da primeira infância nos bebês com gastrosquise.
Desta forma, tem sido realizados vários estudos para tentar reduzir a mortalidade, o tempo de internação depois do nascimento e estas consequências de longo prazo. Um destes estudo mostrou que não houve impacto na realização uma troca, através de "lavagem", semanal do líquido amniótico (amnioexchange) na evolução após o nascimento.

## Cirurgia durante o nascimento (Símile-EXIT)
Em 2014, inspirados pelos excelentes resultados obtidos pelo cirurgião argentino Javier Svletiza, usando uma técnica inovadora de reparo da gastroquise no "momento zero", esta técnica foi introduzida no Brasil, com resultados também bastante animadores.
O racional deste tipo de tratamento seria evitar a distensão pelo ar engolido pelo bebe ao chorar, e além do ressecamento das alças intestinais expostas ao nascimento, diminuindo a perda de calor e o risco de infecção. Este procedimento também elimina o risco da anestesia, pois torna desnecessário anestesiar o bebê.  Todas estas vantagens acabam reduzindo o tempo necessário para alta da UTI neonatal/berçário.  
O bebe é operado imediatamente após o nascimento, ainda com o cordão umbilical pulsando, no mesmo campo cirúrgico da cesárea. Se realiza uma sedação da dor, através da circulação da mãe, e se colocam as alças intestinais para dentro, antes do bebe chorar pela primeira vez. Isto evita que os intestinos se encham de ar, facilitando mecanicamente o retorno das alças para dentro da cavidade abdominal do recém-nascido. Este procedimento levou a uma redução de 8 para 4 semanas  a permanência destes bebês no hospital.  

## Cirurgia antes do nascimento (cirurgia fetal)
A possibilidade de tratar a doença antes do mesmo do nascimento, parece bastante promissora, ela teria todas as vantagens do símile-EXIT, somadas a redução da exposição das alças ao líquido amniótico, durante a gravidez e a eliminação necessidade da cirurgia depois do nascimento. A correção intra-uterina seria definitiva e o bebê poderia ir pra casa com a mãe, mamando no peito. 
No entanto, há que se considerar o risco materno intrínseco a qualquer tipo de cirurgia fetal. ou seja, se o bebe é operado apenas depois do nascimento, a mãe não corre nenhum risco adicional. No entanto, se ela se submete a uma cirurgia fetal ela corre o risco também deste procedimento, sem que ainda os benefícios para o bebe tenham sido comprovados.
O futuro deve evoluir nesta direção, a partir de técnicas de cirurgia minimamente invasivas de cirurgia fetal endoscópica, ou seja, através da fetoscopia.